# Tyspanodes venosa
Tyspanodes venosa là một loài bướm đêm trong họ Crambidae.